# (2639) Planman
(2639) Planman es un asteroide perteneciente al cinturón de asteroides, descubierto el 9 de abril de 1940 por Yrjö Väisälä desde el Observatorio de Iso-Heikkilä, en Turku, Finlandia.

## Designación y nombre
Designado provisionalmente como 1940 GN. Fue nombrado Planman en honor al astrónomo y físico sueco Anders Planman.